# Золотые рога из Галлехуса

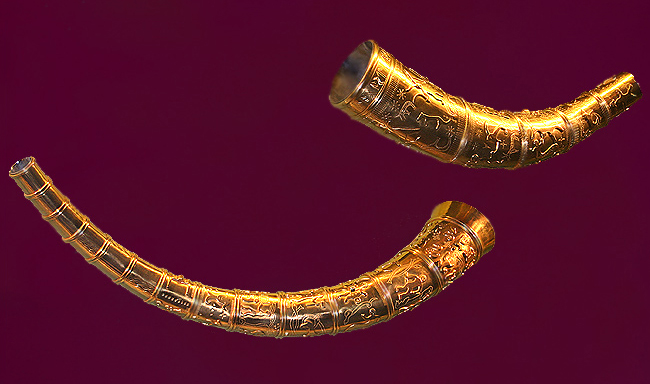
Копии Золотых рогов из Галлехуса, выставленные в Национальном музее Дании.

Золотые рога Галлехуса Великого — два золотых рога (один крупнее другого), обнаруженные в Галлехусе к северу от Тённера в Южной Ютландии (Дания). Более длинный из рогов был найден в 1639 году, а второй — в 1734 году, всего в 15-20 метрах от места находки первого. Рога датируются V веком н. э., на них изображены непонятные мифологические фигуры. На меньшем из рогов имеется надпись старшими рунами.
Оригиналы рогов были в начале XIX века украдены и переплавлены. На основе сохранившихся зарисовок рогов были созданы копии, которые хранятся в Национальном музее Дании в Копенгагене и в музее Мёсгард около Орхуса. Копии рогов также похищались (и возвращались) дважды.